# Rebecca Elsonová
Rebecca Anne Wood Elsonová (2. ledna 1960 – 19. května 1999) byla kanadsko-americká astronomka a spisovatelka.

## Raný život a vzdělání
Rebecca „Becky“ Anne Wood Elsonová se narodila v Montrealu v Quebecu Jeanne Bridgmanové, rozené Hickeyové a Johnu Albertovi Elsonovi (1923–2010), geologovi a profesoru na McGill University. Měla starší sestru Sally, narozenou v roce 1958. Zamlada Rebecca často cestovala s otcem geologem po Kanadě, když otec pracoval na terénním výzkumu.
Elsonová imatrikulovala v roce 1976, ve věku 16 let. K vysokoškolskému studiu si vybrala biologii (se zvláštním zájmem o genetiku), následně jí ale více zaujala astronomie. Získala bakalářský titul na Smith College, kde ji učil Waltraut Seitter. Díky tomu mohla dál pokračovat na St Andrews University v Edinburghu.
Magisterský titul z fyziky získala na University of British Columbia, následovalo postgraduální stipendium financované Kanadskou radou pro přírodní vědy a inženýrský výzkum, jehož výsledkem byla práce „Zkoumání modelů dynamického tření“. Absolvala studijní pobyty na Universitě St Andrewse a v Královské observatoři v Edinburghu, které vedly k jejímu prvnímu publikovanému výzkumnému článku a jejímu zájmu o kulové hvězdokupy.
Doktorát zakončila (1982–1986) v Astronomickém ústavu a na Kristově univerzitě v Cambridge, kde také získala stipendium Isaaca Newtona, studentskou cenu pro zámořský výzkum a stipendium vicekancléře.
Jejím hlavním mentorem byl S. Michael Fall a během doktorské práce strávila nějaký čas na observatoři Mount Stromlo v Canbeře a na observatoři Siding Spring v Coonabarabranu v Novém Jižním Walesu, kde pracovala pod vedením Ken Freemana.
Toto období vedlo k několika vědeckým článkům a její disertační práci „Početné hvězdokupy ve Velkém Magellanově mračnu“, v níž vyvinula profil světelnosti EFF a objevila nečekaně rozšířené profily ve hvězdokupách Velkého Magellanova mračna.

## Kariéra v astronomii
Postdoktorandskou práci vytvářela na Institutu pro pokročilé studium pod dohledem Johna N. Bahcalla a pokračovala v ní ve studiu hvězdokup pomocí pozemních dalekohledů, možnost využití nových schopností Hubbleova kosmického teleskopu byla v té době ještě nedostupná díky opožděnému startu po katastrofě raketoplánu Challenger.
V roce 1987 se stala hlavní autorkou významného recenzního článku o hvězdokupách pro Annual Review of Astronomy and Astrophysics, v roce 1989 nastoupila na Bunting Fellowship na Radcliffe College, kde vyučovala tvůrčí psaní, pracovala také na Harvardu při výuce kurzu psaní pro vědu a etiku.
V roce 1989 byla vybrána jako nejmladší astronomka k desetileté výzkumné práci na Národní akademii věd USA.
Na počátku 90. let se vrátila na Astronomický ústav v Cambridge, aby přijala vědecko-výzkumnou roli, jenž jí zůstala po zbytek krátkého života. Její práce se soustředila na kulové hvězdokupy, chemickou evoluci a formování galaxií. V dubnu 1990, když byly z Hubblova kosmického dalekohledu uvolněny první snímky, přišlo pro mnohé odborníky zklamání, protože snímky byly zkaženy aberací v zrcadle vesmírného dalekohledu. Následovala oprava teleskopu a následné již ostré snímky zrychlily astronomům výzkum, přičemž tým Rebeccy Elson patřil k v té době k jednomu z nejprogresivnějších.

## Autorka
V roce 2001 ve Velké Británii a v roce 2002 ve Spojených státech, byla posmrtně vydána rozsáhlá sbírka básní a esejů Rebeccy Elsonové pod názvem Odpovědnost za úctu, kterou psala od mládí až do smrti. Dílo uspořádal manžel di Cintio a přítelkyně, kolegyně, básnířka Anne Berkeleyová z obsáhlejší literární pozůstalosti. Některé z témat reflektují koncepty fyziky a astronomie, často nečekaně abstraktními nebo hravými způsoby, provázaně s aspekty lidské zkušenosti. Jiné básně vyjadřují hlubokou radost ze života nebo uštěpačné pozorování blížící se smrti. Sbírka byla časopisem The Economist oceněna jako jedna z nejlepších knih roku.
Elsonová za svou krátkou kariéru sama napsala nebo se spolupodílela na sedmdesáti jedna vědeckých příspěvcích, včetně třiceti osmi hlavních článků v recenzovaných vědeckých časopisech.

## Smrt a odkaz
Rebecca byla diagnostikována na non-Hodgkinův lymfom ve věku 29 let. Nemoc se léčbou podařilo částečně zpomalit a tak se v roce 1996 provdala za italského umělce Angela di Cintia. Rakovina se však brzy vrátila. Rebecca Elsonová zemřela v Cambridge v květnu 1999, ve věku 39 let 
Životopis autorky byl vydán v Oxfordském slovníku národní biografie 13. srpna 2020 jako součást kolekce životopisů astronomů a matematiků.

## Dílo
- Odpovědnost za úctu (2001) ISBN 1-903039-54-1